# Geología de Venus

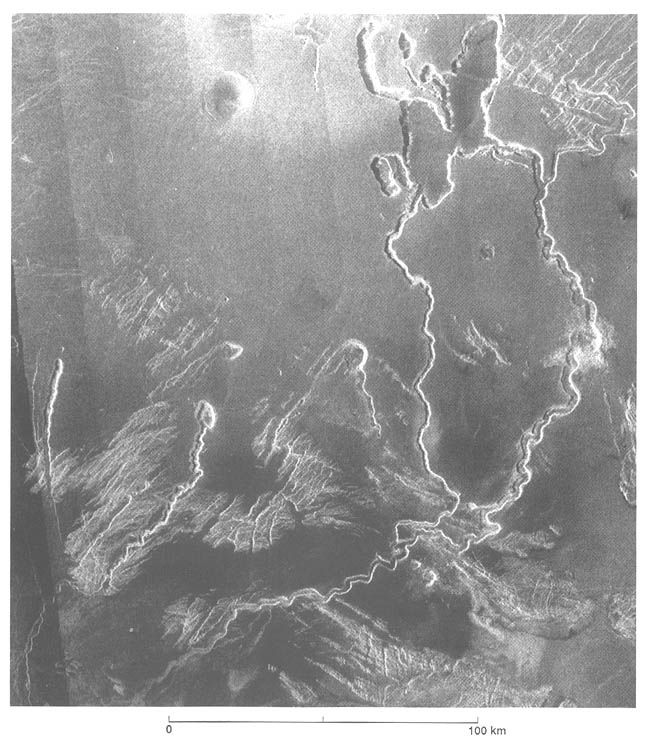
Figura 1: La compleja superficie de Venus.

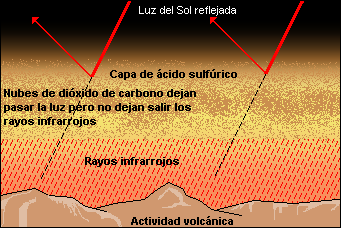
Figura 2: Efecto invernadero en Venus.

La geología de Venus o Afrodilogía ofrece características superficiales impresionantes que contrastan tanto por su belleza como por su rareza (Figura 1). La mayor parte de lo que sabemos actualmente sobre su superficie proviene de observaciones de radar, principalmente a través de las imágenes enviadas por la sonda Magallanes (Magellan) desde el 16 de agosto de 1990 hasta finalizar su cobertura fotográfica en el tercer ciclo de mapeo el día 14 de septiembre de 1992 cuando la nave tuvo algunas anomalías. En total se mapeó el 98% de la superficie venusiana, de la cual el 22% corresponde a imágenes estéreo.
La superficie de Venus, cubierta por una densa atmósfera (Figura 2), presenta clara evidencia de una actividad volcánica muy activa en el pasado: volcanes en escudo y volcanes compuestos como los que se encuentran en la Tierra.
Sin embargo, a diferencia de la Luna, Marte o Mercurio que han sufrido un intenso período de craterización, Venus tiene una baja densidad de cráteres pequeños pero sí presenta algunos de tamaño mediano a grande, esto se explica por la densa atmósfera del planeta que ha venido desintegrando los meteoritos de menor envergadura.
Otras de las características extraordinarias del planeta que por su apariencia se llaman coronae (latín para coronas) y otras figuras conocidas como aracnoides por su semejanza a los arácnidos. También se encuentran largos ríos de lava, evidencia de erosión eólica y un tectonismo importante que en su conjunto hacen de la superficie de Venus una de las más complejas (Figura 3).
Pese a que Venus es el planeta más cercano a la Tierra (unos 40 millones de kilómetros en conjunción inferior) y tiene una gran similitud con ella, toda semejanza es externa. Ninguna sonda ha podido sobrevivir más de unas horas sobre su superficie debido a que la presión atmosférica es unas 90 veces la de la Tierra. Además, la temperatura ronda los 450°C, la cual, es en gran medida, ocasionada por el efecto invernadero (Figura 4) causado por una atmósfera constituida principalmente de dióxido de carbono (96,5%).
Las observaciones de sondas espaciales y las realizadas desde la Tierra con telescopios muestran que el patrón en forma de Y que generan las nubes se debe a que las capas superiores se desplazan alrededor del planeta una vez cada 4 días, lo que sugiere la presencia de vientos de hasta 500 km/h por lo que se cree que es un importante factor en la modificación del terreno.

## El conocimiento de la superficie de Venus antes de la misión Magellan
Después de la Luna, Venus fue el segundo objeto en el sistema solar en ser explorado por radares en la Tierra. Los primeros estudios se realizaron en 1961 a través del sistema de antenas de la Red del Espacio Profundo pertenecientes a la Estación Goldstone de la NASA. En las siguientes conjunciones inferiores, Venus fue observado tanto por los radares de Goldstone como por el del Observatorio de Arecibo del Centro Nacional de Astronomía e Ionosfera. Los estudios llevados a cabo fueron análogos a la medición del tiempo de los tránsitos meridianos, lo que permitió comprender para 1963 que la rotación de Venus era retrógrada, es decir, que gira sobre su propio eje en sentido opuesto a la dirección del movimiento orbital. Los radares también permitieron determinar que la rotación de Venus era de 243,1 días sobre su eje el cual está casi perpendicular respecto al plano orbital. También se estableció que el radio del planeta era de 6.052 km, unos 70 km menos que los estimados con los telescopios terrestres.
El interés de las características geológicas de Venus se vio impulsado con el refinamiento de las técnicas de imágenes durante el período 1970-1985. los primeros estudios de radar simplemente sugerían que la superficie de Venus era más compacta que la polvorienta superficie de la Luna. Las primeras imágenes de radar tomadas desde la Tierra mostraban  un planeta con regiones muy brillantes que recibieron el nombre de Alfa, Beta y Maxwell; con la mejora de las imágenes de radar la calidad de resolución llegó hasta un nivel de resolución de 1-2 kilómetros.
Desde el comienzo de la era espacial Venus fue considerado como un destino seguro para futuros aterrizajes. Cada oportunidad de lanzamiento están espaciadas en períodos de 19 meses y desde 1962 hasta 1985 se utilizaron todas las oportunidades, primero enviando naves de reconocimiento.
En 1962 la Mariner 2 voló sobre Venus siendo el primer objeto hecho por el ser humano en transmitir exitosamente datos desde otro planeta. En 1965 la Venera 3 chocó contra la superficie convirtiéndose en la primera sonda espacial en llegar a una superficie planetaria. En 1967 la Venera 4 se convirtió en la primera sonda en enviar datos desde el interior de la atmósfera venusiana y por último, en 1970 la sonda Venera 7 completó el primer aterrizaje sobre Venus. 
En febrero de 1974 la sonda Mariner 10 sobrevoló  Venus en su viaje hacia Mercurio, fotografiando la atmósfera venusiana en ultravioleta, además de realizar con éxito otros estudios atmosféricos.
En 1975 Venera 9 transmitió las primeras imágenes de la superficie de Venus y llevó a cabo experimento de rayos gamma sobre las rocas del sitio de aterrizaje. Más tarde, el mismo año, Venera 10 enviaría otras imágenes de la superficie.
En 1978 la Pioneer 12 (también conocida como Pioneer Venus) voló sobre Venus y completó los primeros mapas de altimetría y gravedad en franjas ubicadas dentro de las latitudes de 78 a 63 grados. Los datos de altimetría tenían una precisión de 100 metros.
La Pioneer Venus lanzó cuatro sondas dentro de la atmósfera venusiana y permitió, junto a los datos de las sondas anteriores, determinar que la temperatura en Venus era de unos 460 °C y que la presión atmosférica era unas 90 veces más intensa que la Tierra. De esta manera se confirmaban los cálculos obtenidos por los análisis de radioemisión que fueron realizados con anterioridad a las sondas espaciales. En 1981 Venera 13 envió la primera imagen en color de la superficie (Figura 5) y llevó a cabo un análisis de la fluorescencia de los rayos X en una muestra excavada. En total, la sonda duró unos 127 minutos sobre la abrasadora superficie. Todo un récord. También en 1981, el lander (módulo de aterrizaje) de la Venera 14 detectó posibles movimientos sísmicos en la corteza del planeta.
En 1983 los orbitadores Venera 15 y 16 dieron un paso más importante en el trabajo comenzado por la Pioneer Venus Orbiter al adquirir imágenes de radar y datos de altimetría de mayor precisión sobre las latitudes norte del planeta. Las imágenes tenían una resolución de 1-2 kilómetros, comparables a los mejores obtenidas con radares terrestres. Los datos de altimetría tenían un factor de resolución superior equivalente a 4 del de Pioneer. En 1985 con la euforia del cometa 1P/Halley, los soviéticos lanzaron a dos módulos de aterrizaje Vega. Los landers 1 y 2 soltaron cada uno un globo de helio a una altitud de 50 km sobre la superficie de Venus y así poder estudiar la dinámica de su atmósfera en su sección más activa.
Todas estas sondas contribuyeron a la adquisición de datos necesarios para lograr el éxito de la sonda Magellan, con la que se conocieron los aspectos más íntimos de la geología de Venus.

## Magallanes estudia la geología de Venus
Lanzada el 4 de mayo de 1989 a bordo del transbordador Atlantis, la sonda Magallanes (o Magellan, en inglés) fue puesta en órbita terrestre hasta el momento en que el motor de su etapa superior inercial le diera el empuje necesario para ubicarla en una trayectoria de transferencia a Venus. El 10 de agosto Magellan llegó a Venus, y empezó a tomar imágenes en radar. En cada día completó 7,3 órbitas de imágenes de Venus. Cada órbita tenía una franja de cobertura de 20 a 25 kilómetros de ancho y unos 70.000 km de largo. La cobertura de todo el planeta requirió de 1800 franjas de imágenes las cuales fueron combinadas en un mosaico para producir una imagen coherente.

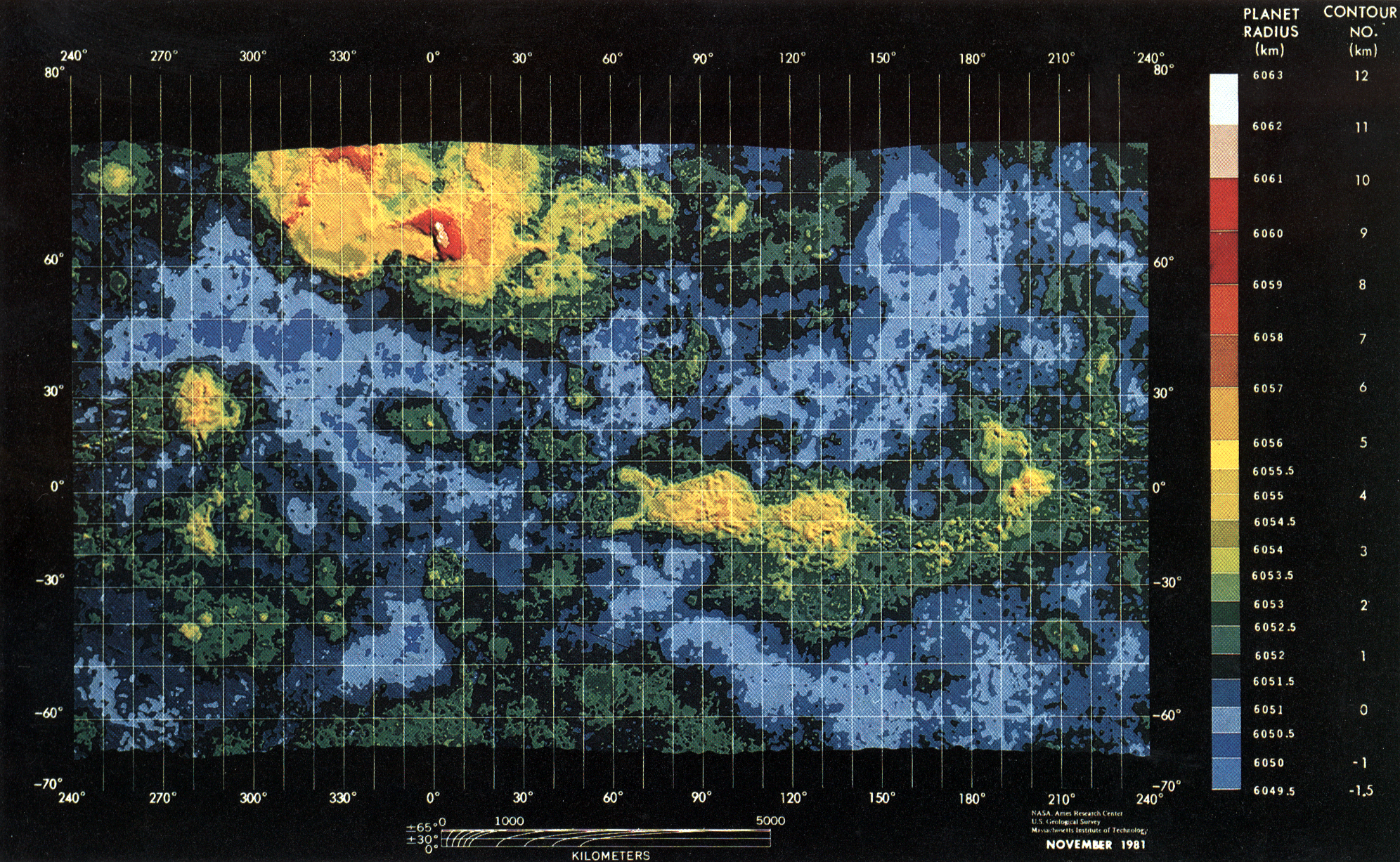
Figura 3: Mapa de Venus realizado por la sonda Pioneer Venus.

Las primeras imágenes de Venus fueron recibidas el 16 de agosto de 1990 y las operaciones de mapeo rutinario comenzaron el 15 de septiembre de 1990. El primer ciclo de mapeo (Ciclo 1) duró 243 días terrestres –el tiempo que le toma a Venus girar sobre su propio eje debajo del plano orbital de la nave. El Ciclo 1 terminó exitosamente el 15 de mayo de 1991 dedicado al mapeo del 84% de la superficie venusiana.
Inmediatamente a la primera etapa de mapeo le siguió el Ciclo 2 que duró hasta el 15 de enero de 1992. En este segundo ciclo, el mapeo de la superficie fue hecho con una inclinación de observación derecha para compensar la inclinación izquierda utilizada durante el Ciclo 1. Estas técnicas de observación radar permitieron a los científicos determinar las alturas de ciertos patrones geográficos.
El Ciclo 3 iba a terminar el 14 de septiembre de 1992, pero su conclusión tuvo que adelantarse un día debido a problemas con el equipo de a bordo. En total se logró una cobertura radar del 98% de la superficie de Venus con el 22% de las imágenes en estéreo.
Las imágenes provistas por la sonda Magellan son las más nítidas que se tienen de Venus y la cantidad de las mismas es mayor a la producida por todas las naves anteriores.
El Ciclo 5 se dedicó a la recolección de datos de gravedad y terminó el 24 de mayo de 1993. El Ciclo 5 y 6 fueron dedicados a la obtención de datos de gravedad con mayor precisión, para ello, la sonda Magellan fue ubicada a una órbita circular más baja. La órbita más baja y segura en Venus se ubica a unos 200 km sobre la superficie. El procedimiento se llevó a cabo a través del aerofrenado, una técnica por la que la nave disminuyó la velocidad para ser atraída por la gravedad del planeta y de esa manera ser frenada lentamente por la fricción con la atmósfera, disminuyendo el apoapsis. Esta maniobra se llevó a cabo desde el final del Ciclo 4 hasta principios de agosto de 1993.
El 12 de octubre de 1994 cuando se programó que la nave se zambullera en la atmósfera de Venus para estudiar su dinámica, los controladores de Tierra perdieron el contacto. Al día siguiente Magellan se había quemado en la atmósfera de Venus completando una misión exitosa.

## Características de la superficie
Con la invención del telescopio Venus se convirtió en el objeto de observaciones ópticas más interesante. En el pasado muchos astrónomos han asegurado ver marcas oscuras en la capa de nubes que lo envuelve, otros han dicho que incluso pudieron ver parte de la superficie en huecos de las nubes. Otras de estas aseveraciones son que muchos astrónomos aseguraban haber visto puntos brillantes en lugares determinados del disco del planeta sugiriendo que se trataba de una enorme montaña cuya cima sobrepasaba las nubes más altas. Tal es el caso de J. H. Schroeter, un respetado observador y colaborador de William Herschel, que informó los avistamientos entre 1788 y 1790. La descripción de su informe decía que se trataba de una prominente montaña ubicada en el terminador que separa al hemisferio iluminado del oscuro. A pesar de la controversia esta observación ha sido muy citada en el tiempo.
La realidad es otra: la superficie de Venus es bastante plana. El 93% de la topografía mapeada por las sondas Pioneer Venus encontraron que el total de la superficie (desde los puntos más bajos a los más altos) se espaciaban en unos 13 km, mientras que en la Tierra la diferencia entre las cuencas oceánicas y el Himalaya es una franja de 20 km.
De acuerdo a los datos de altimetría de las Pioneer Venus, cerca del 51% de la superficie se encuentra ubicada dentro de los 500 metros del radio medio de 6.051,9 km; sólo el 2% de la superficie está ubicada a elevaciones mayores a los 2 km sobre el radio medio.
El experimento de altimetría de la sonda Magallanes confirmó la chatura general del paisaje. En los datos de la sonda, el 80% de la topografía reside en un margen de 1 km del radio medio. Las elevaciones más importantes están en las cadenas montañosas que rodean Lakshmi Planum, como: Maxwell Montes (11 km), Akna Montes (7 km) y Freyja Montes (7 km). A pesar del paisaje relativamente plano de Venus, los datos de altimetría también hallaron grandes planos inclinados, tal es el caso del flanco sudoeste del Maxwell Montes que en algunas partes parece estar inclinado unos 45°. Otras inclinaciones de 30° fueron registradas en Danu Montes y la región al este de Thetis Regio.

### Divisiones de Venus
Sobre la base de los datos de altimetría de las sondas Pioneer Venus, la topografía del planeta está dividida en tres provincias topográficas: tierras bajas, planicies de deposición y tierras altas.
Los datos de Magellan apoyan estas divisiones. Las provincias más importantes de las tierras altas son Aphrodite Terra, Ishtar Terra, Lada Terra, además de las regiones de Beta, Phoebe y Themis. Las regiones Alpha, Bell, Eistla y Telhus forman un conjunto de tierras altas de menor importancia.

## Cráteres de impacto
Con el estudio de radares ubicados en la Tierra fue posible identificar algunos patrones topográficos relacionados con cráteres y en los años siguientes las sondas Venera 15  y 16 identificaron casi 150 posibles cráteres de impacto. Con Magellan, gracias a su cobertura global se identificaron cerca de 900 cráteres de impacto. Esta cifra es muy baja considerando la superficie del planeta. La diferencia con respecto a Mercurio, la Luna y Marte (además de varias lunas de los planetas exteriores), que tienen una superficie muy castigada por un intenso proceso de craterización, es que Venus posee una densa atmósfera y un proceso tectónico (en el pasado) que ha ayudado a filtrar los meteoritos eliminando a los más pequeños.

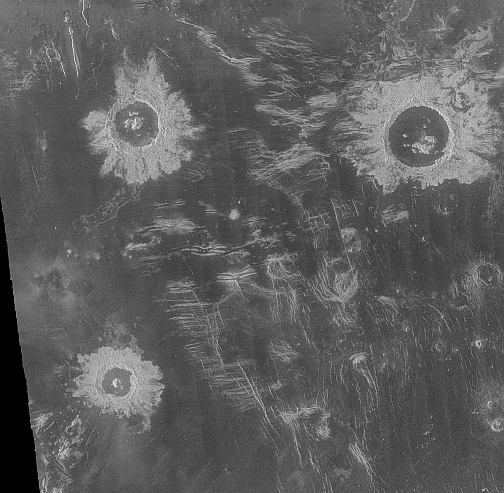
Figura 4: Cráteres Danilova, Aglaonice y Saskja.
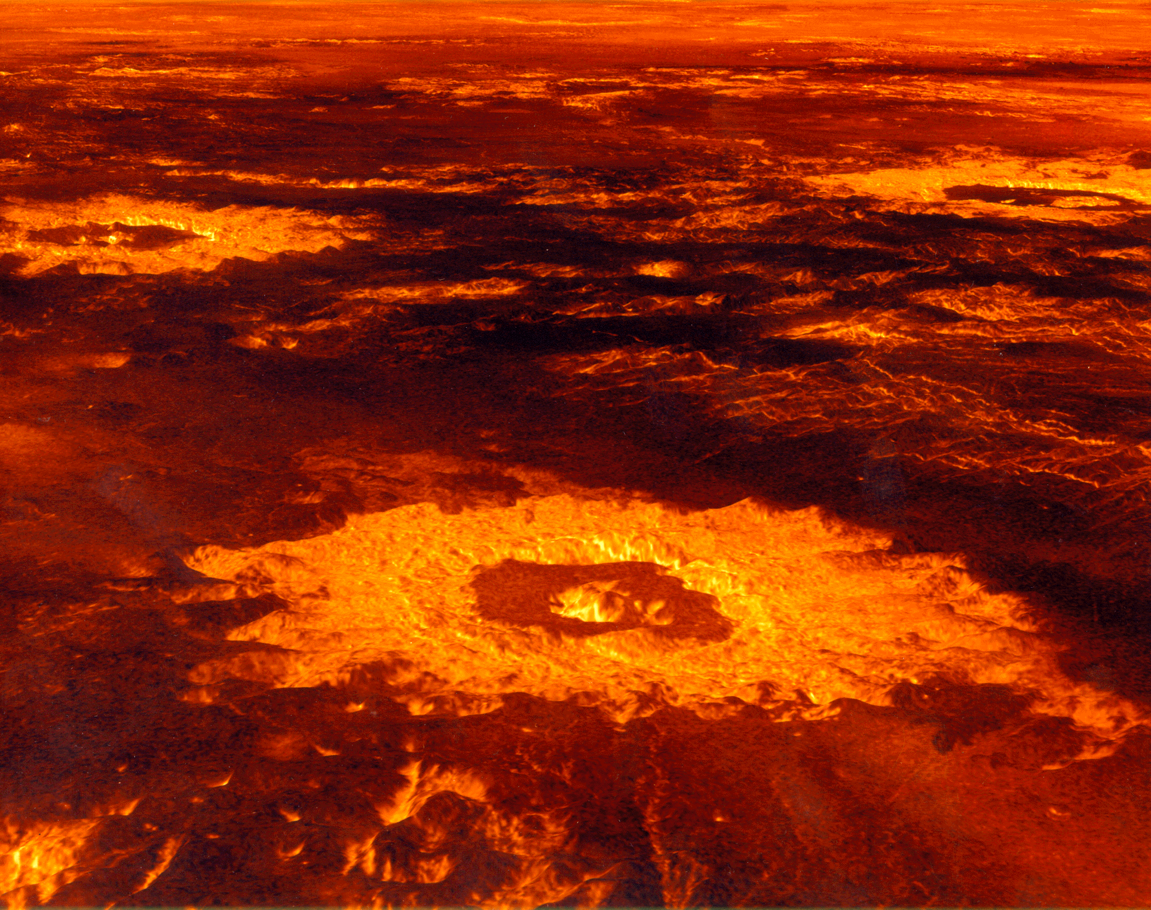
Figura 5: Cráter Danilova en relieve.

Los datos de las Veneras y Magellan coinciden: hay muy pocos cráteres de diámetro inferior a los 30 km, y los datos de Magellan revelaron la ausencia de cráteres menores a los 2 km de diámetro. Los cráteres de Venus presentan peculiaridades únicas: en primer lugar, los de Venus parecen ser relativamente nuevos y no parecen haber sufrido el deterioro que se produce por la meteorización. Los cráteres de impacto presentan grandes coladas de lava de color claro al radar (de alta reflexión) lo que demuestra que son jóvenes (Figuras 7 y 8).
El análisis de las imágenes de los cráteres de impacto, su superposición, distribución y densidad en la superficie –entre otras características– es muy importante para conocer la historia geológica del planeta.

## Volcanes

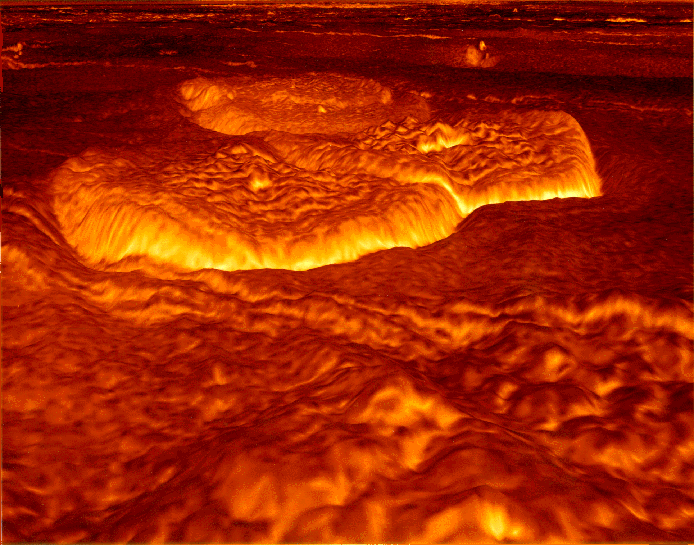
Figura 6: Imagen de domos en relieve.

La transferencia de material caliente desde el interior de un planeta a su exterior constituye el principal proceso de pérdida de calor interno. El calor interno proviene de cuatro procesos:
- Calor proveniente de la acreción original del planeta o luna,
- Calor producido por la desintegración de elementos radioactivos en el interior del planeta,
- Calor que resulta del movimiento interno del planeta,
- Calor que se produce por las interacciones de marea de masas adyacentes.

En la Tierra, existe una combinación de factores que dan origen a la pérdida de calor, en el caso de algunos cuerpos como la luna de Júpiter, Ío, la fuerza gravitacional de Júpiter y Europa producen enormes movimientos de marea que dan lugar a los volcanes más activos del sistema solar.
A pesar de que Venus tiene una gran semejanza a la Tierra, parece ser que los procesos de tectónica de placas, que son muy activos en la Tierra,  no existen en Venus, sin embargo se cree que el 80% de los accidentes geográficos de su superficie están relacionados con algún tipo de proceso volcánico.
Las diferencias se encuentran en los depósitos volcánicos. En muchos casos el vulcanismo está localizado en una fuente determinada y los depósitos se distribuyen alrededor de esta fuente. Este tipo de vulcanismo recibe el nombre de “vulcanismo centralizado” en los que se forman volcanes además de otras formas geográficas extrañas.
El segundo tipo de vulcanismo no es radial o centralizado, sino que abarca áreas muy extensas del planeta con coladas de lavas. Estas erupciones son catalogadas como de “tipo fluido”.
Se comprobó que la presencia de volcanes menores de 20 km de diámetro son muy abundantes en Venus y su número puede ser de cientos de miles y hasta millones. Su apariencia es la de domos, pero en realidad tienen una semejanza a los volcanes en escudo. Estos volcanes tienen entre 1 y 15 km de diámetro y menos de 1 km de altura. Es frecuente encontrar grupos de cientos de estos volcanes en áreas que se llaman campos de escudo (Figura 10).
En la Tierra, los volcanes son principalmente de dos tipos: volcanes en escudo y conos compuestos o estrato-volcanes. Los volcanes en escudo como los hawaianos reciben magma de las profundidades de la Tierra en unas zonas llamadas  puntos calientes (hot spots). El tipo de lava de estos volcanes es relativamente fluida y permite el escape de gases. Los volcanes compuestos, como el Monte Santa Helena y el Monte Pinatubo están asociados a las placas tectónicas. En este tipo de volcanes, el agua de la corteza oceánica es arrastrada  junto con la placa que se hunde en la zona de subducción debajo de la corteza terrestre y de esta manera facilita un mejor derretimiento de la misma produciendo una lava más viscosa que dificulta la salida de los gases, por este motivo, los volcanes compuestos tienen erupciones violentas.
En Venus, la morfología (con grandes y delgadas coladas de lava), aparente ausencia de tectónica de placas y agua hacen que los volcanes se parezcan a los de Hawái. Sin embargo, el tamaño de los volcanes de Venus es distinto: en la Tierra los volcanes en escudo pueden tener decenas de kilómetros de ancho y no más de 8 km de altura (Mauna Loa, si se considera su base ubicada en el lecho marino); en Venus, la extensión de estos volcanes llega a cubrir cientos de kilómetros cuadrados, pero son bastante chatos, con una altura promedio de 1,5 km. El volcán más alto de Venus es el Maat Mons, que mide 8 km por encima del radio principal del planeta y se encuentra en las coordenadas 0.9° Norte 194.5°Este.

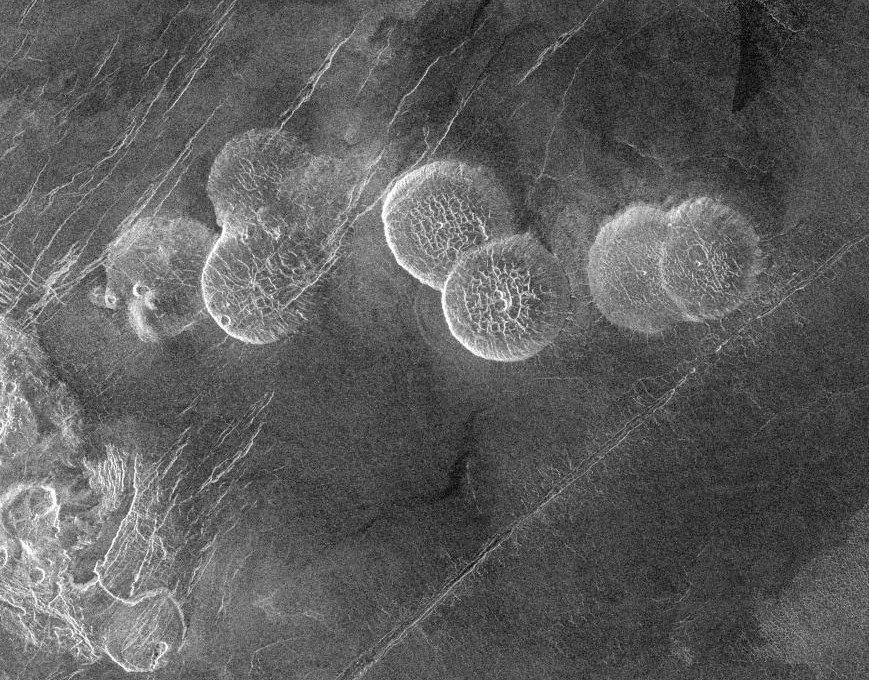
Figura 7: Domos panqueques en Alpha Regio.

Los domos de Venus son entre 10 y 100 veces más amplios que los terrestres y en el radar exhiben fracturas que indican que han sido formados por la tensión creada por el ascenso de lava viscosa en el interior de la corteza o por el hundimiento de la cámara magmática. Estos domos masivos reciben el nombre informal de “domos panqueques” y por lo general están asociados con coronae y tesserae. Su presencia es una clara evidencia de la existencia de lavas de composición química evolucionada (Figura 9 y 11).
Otras características únicas son la existencia de novas ("novae") y aracnoides.

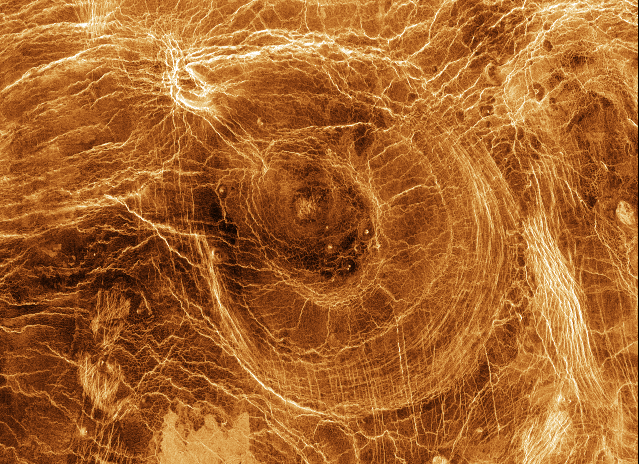
Figura 8: Aracnoide ubicado a 40,0°, 18,0°.

La formación de las novas se da cuando grandes cantidades de magma llegan hasta la superficie sin erupcionar y forman diques extrusivos que son brillantes a las imágenes de radar. Estos diques se organizan en lineamientos simétricos que denotan el área de levantamiento, aunque también se puede producir una depresión causada por la subsidencia del material magmático. Si tales lineamientos, sean éstos grabens o horsts, se irradian desde un punto central reciben el nombre de novas (nombre usado para enfatizar la semejanza a la figura de una estrella que ha explotado). Se han identificado cerca de 50 de estas estructuras.
Cuando los lineamientos de grabens, fisuras, y crestas se extienden varios radios desde la circunferencia de un punto central reciben el nombre de aracnoides, indicativo de su apariencia. Se identificaron cerca de 250 aracnoides.

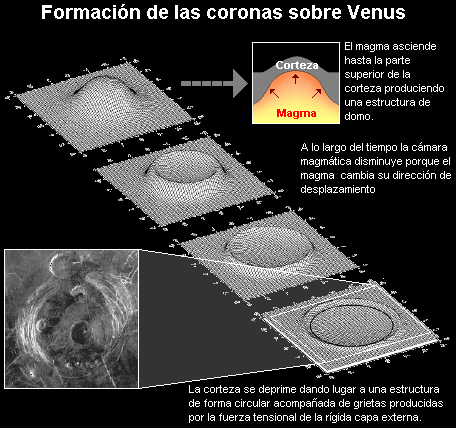
Figura 9: Formación de coronas sobre Venus.

## Tectonismo

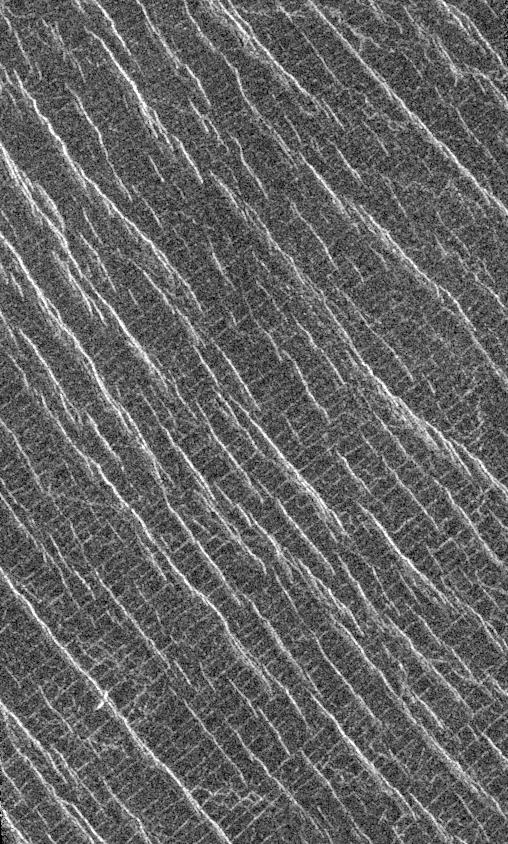
Figura 10: Área deformada por la extensión y compresión del terreno en Guinevere Planitia.

Venus no presenta indicios de tectónica de placas, sin embargo, su superficie sí presenta varios patrones geográficos asociados con procesos tectónicos que a través del movimiento fluido del interior del planeta han generado terrenos con fallas, plegamientos, volcanes, grandes montañas, valles rift y la compresión y extensión de la superficie (Figura 13).
El activo tectonismo de Venus ha generado cinturones montañosos plegados, valles rift y terrenos de estructuras complicadas llamados tesserae (en griego tessera significa baldosa), los cuales presentan múltiples episodios de compresión y deformación tensional.
A diferencia del caso terrestre, la deformación sobre Venus se cree que está relacionada directamente con las fuerzas dinámicas dentro del manto fluido del planeta. Los estudios gravitacionales sugieren que Venus carece de astenosfera –una zona de baja viscosidad que en la Tierra facilita el movimiento de las placas tectónicas sobre el manto. La ausencia de esta capa sugiere que la deformación de la superficie de Venus puede ser interpretada en términos de movimientos convectivos en el interior del planeta.
La deformación tectónica sobre Venus se evidencia a diversas escalas. Las más pequeñas que han sido identificadas están relacionadas con fracturas lineales o fallas. En muchas zonas estas fallas presentan un alineamiento paralelo en forma de red. También se encuentran pequeñas crestas montañosas discontinuas parecidas a las encontradas en la Luna y Marte. La presencia de tectónica extensiva manifiesta la existencia de fallas normales (donde la roca sobre el plano de la falla se hunde respecto a la roca sobre la misma) y fracturas superficiales. Las imágenes de radar muestran que este tipo de deformación por lo general está concentrada en cinturones ubicados en zonas ecuatoriales y de altas latitudes en el sur del planeta. Estas zonas abarcan cientos de kilómetros de ancho y parecen estar enlazadas por todo el planeta formando una estructura global asociada con la aparición de volcanes.
Los rifts venusianos, formados por la extensión de la litosfera son depresiones de decenas a cientos de metros de ancho y con extensiones de hasta 1000 km como algunos de la Tierra. Los rifts en Venus por lo general van asociados con grandes elevaciones volcánicas con forma de domos como en Beta Regio, Atla Regio y la parte occidental de Eistla Regio. Estas tierras altas parecen ser el resultado de enormes plumas (corrientes de elevación) del manto que han causado la elevación, fracturas, creación de fallas y vulcanismo.
La cadena montañosa más alta de Venus, Maxwell Montes en Ishtar Terra, fue formada por un proceso de compresión, extensión y movimientos laterales. Otro tipo de accidente geográfico encontrado en las tierras bajas consiste en cinturones lineales ubicados a distancias muy próximas que se elevan a varios kilómetros sobre la superficie con amplitudes de cientos de kilómetros y longitudes de miles de kilómetros. Existen dos concentraciones importantes de estos cinturones: uno se ubica en Lavinia Planitia en altas latitudes del hemisferio sur y el segundo se encuentra adyacente a Atalanta Planitia en las altas latitudes del hemisferio norte.
Los tesserae, que son terrenos de complejas crestas, se encuentran fundamentalmente en Aphrodite Terra, Alpha Regio, Tellus Regio y la parte oriental de Ishtar Terra (Fortuna). Estas regiones contienen la superposición y cortes de grabens de diferentes unidades geológicas lo que significa que son las partes más antiguas del planeta.
Algunos científicos creen que los tesserae pueden ser análogos a los continentes terrestres. Otros suponen que son regiones producidas por un manto en movimiento descendente que provocó las fracturas y plegamientos para formar una espesa corteza basáltica o sitios de antiguas plumas del manto que crearon grandes volúmenes de lava sobre la superficie de Venus.

## Campo magnético

Figura 11: Sección del interior de Venus.

Para que un planeta posea un campo magnético es necesario que esté formado por un núcleo ferroso líquido como resultado de los movimientos de rotación que producen su derretimiento.
A pesar de que Venus posee un núcleo de hierro, el planeta no registra la presencia de un campo magnético. Una de las razones puede ser el peculiar movimiento de rotación. Una rotación tan lenta (unos 243 días terrestres) es probablemente la razón de su ausencia, de otro modo no cabría explicación.

## Corrientes de lava y canales
A diferencia de las coladas de lava terrestres, en Venus éstas se producen a una escala superior. Los flujos de lava venusianos alcanzan con frecuencia longitudes de cientos de kilómetros e incluso más de 1000 en su longitud total. La amplitud de estos flujos puede alcanzar de unos pocos hasta algunas decenas kilómetros.
Todavía no se sabe por qué las coladas de lava en Venus son tan grandes. Las elevadas temperaturas de 475 °C que reinan en Venus disminuyen la velocidad de enfriamiento de las lavas, pero no lo suficiente para presentar semejante diferencia en longitud con respecto a las coladas terrestres.
Las coladas de lava en Venus parecen ser en su mayoría de composición basáltica, por lo tanto, relativamente más fluidas. Dentro de las lavas basálticas, en la Tierra se conocen de dos tipos: lava aa y lava cordada. La lava aa presenta una textura rugosa en forma de pequeños bloques fragmentados. La lava cordada, como su nombre lo indica, se presenta como una capa de cuerdas o de estilo almohadillado.
La rugosidad del terreno se representa en el brillo de las imágenes de radar (las superficies más suaves son más oscuras) y sirven para determinar las diferencias de las lavas aa y las cordadas. Estas variaciones también pueden reflejar las diferencias en edad y el estado de preservación. Los canales y los tubos de lava (canales que se han enfriado y se ha creado un techo encima) son muy comunes en Venus.
La mayor parte de los campos de flujos están asociados a volcanes. Los volcanes centrales están rodeados por extensas coladas que forman el edificio del volcán. Por otra parte, también se relacionan a cráteres de fisura, coronas, densos cúmulos de domos volcánicos, conos, pozos y canales.
Gracias a Magellan se identificaron más de 200 canales y complejos de valles. Los canales fueron clasificados como canales simples, canales complejos o canales compuestos.
Los canales simples se caracterizan por estar formados por un largo y único canal principal. La categoría incluye a los rilles similares a los observados en la Luna, y un nuevo tipo llamado canali, que corresponden a canales individuales muy largos que mantienen su amplitud a lo largo de su longitud. El canali más largo que ha sido identificado tiene una longitud de más de 7000 km.
Los canales complejos incluyen redes anastomosadas además de redes de distribución. Este tipo de canales ha sido observado en asociación con varios cráteres de impacto y en importantes inundaciones de lava asociadas a campos de flujo muy importantes.
Los canales compuestos están constituidos por segmentos simples y complejos. El mayor de estos canales presenta una red anastomosada y colinas modificadas como las presentes en Marte.
A pesar de los innumerables cráteres encontrados en su superficie, no se han encontrado indicios de que el agua fuera el origen de estos. De hecho no hay evidencia de que el agua fuera estable en los últimos 600 millones de años en la atmósfera y superficie de Venus que tiene entre 200 y 600 millones de años.
Con respecto a la formación de los espectaculares canales, hay dos candidatos: lava y los fluidos de los deyectos de impacto. Las características de estas corrientes de lava son muy inusuales, tal vez la caliente superficie de Venus ayude a la erosión térmica. Por otra parte, es probable que existan fluidos de lava con muy baja viscosidad como basaltos con un alto contenido de hierro y magnesio o incluso lavas de sulfuro o carbonato. La interacción de los deyectos de impacto han creado grandes fluidos que se extienden por cientos de kilómetros y tienen morfologías típicas de canales.

## Procesos superficiales
En Venus no existe el agua y por lo tanto el único proceso erosivo a esperar es la interacción de la atmósfera con la superficie. Esta interacción se hace presente en los deyectos de los cráteres de impacto, los cuales han sido expulsados a lo largo de la superficie. Los materiales excavados durante el impacto de un meteorito son levantados hasta la parte superior de la atmósfera donde los vientos los transportan en dirección oeste y a medida que el deyecto se deposita en la superficie va formando patrones parabólicos (Figura 14). Este tipo de depósitos puede establecerse por encima de varias unidades geológicas o coladas de lavas y por lo tanto son las estructuras más jóvenes del planeta. Las imágenes de Magellan revelan la existencia de más de 60 de estos depósitos parabólicos asociados con cráteres de impacto.

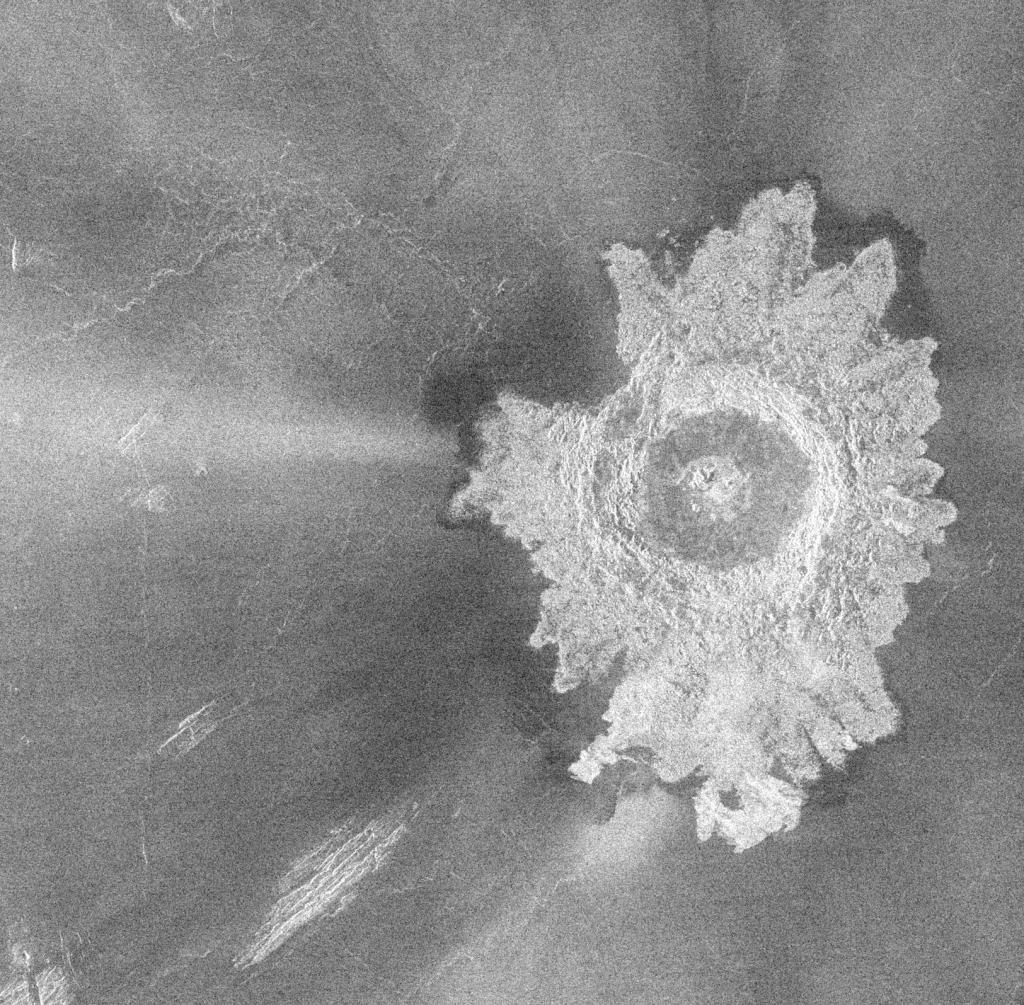
Figura 12: Cráter Adivar y los depósitos del material deyectado.

El material de los deyectos transportados por el viento es el responsable del proceso de renovación de la superficie con velocidades, de acuerdo a mediciones de las sondas Venera, de aproximadamente 1 metro por segundo. Dada la densidad de la atmósfera inferior de Venus, los vientos son más que suficientes para provocar la erosión de la superficie y el transporte de material fino. En las regiones cubiertas por depósitos de deyectos se pueden encontrar líneas de viento, dunas y yardangs. Las líneas de vientos se forman cuando este sopla las partículas de los deyectos y las cenizas de los volcanes depositados sobre obstáculos topográficos como los domos. Como consecuencia, el sotavento de los domos está expuesto al impacto de pequeños granos que remueven la capa superficial exponiendo el material inferior con diferentes características de rugosidad (con diferentes características en el radar) si se las compara con el sedimento formado.
Las dunas se forman por la deposición de partículas del tamaño de granos de arena y son de formas onduladas. Los yardangs se forman cuando el material transportado por el viento esculpe los frágiles depósitos y produce profundos surcos.
Los patrones lineales del viento asociados con cráteres de impacto siguen una trayectoria en dirección hacia el ecuador. Esta tendencia sugiere la presencia de un sistema de circulación de células Hadley dentro las latitudes medias y ecuatoriales. Los datos de radar de Magellan confirman la existencia de fuertes vientos que soplan hacia el este en la parte superior de la superficie de Venus y vientos meridionales en la superficie.

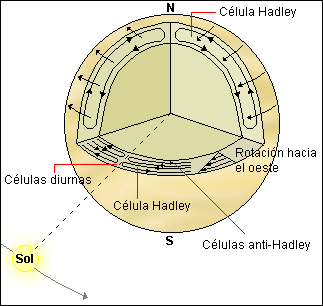
Figura 13: Sistema de circulación atmosférica en Venus.

El proceso de meteorización en Venus ha estado actuando durante los últimos cientos de millones de años. Se puede observar la superposición de coladas de lava. Las más antiguas cubiertas por las más recientes presentan distintas intensidades de reflexión al radar. Las más antiguas reflejan menos que las planicies que las rodean. Los datos de Magellan muestran que las coladas más recientes tienen una semejanza a las de tipo de lava aa y las cordadas. Sin embargo, las coladas más antiguas son más oscuras y se parecen a los depósitos de regiones áridas de la Tierra que han sufrido los efectos de la meteorización.
La causa de la erosión química y mecánica de las antiguas coladas de lava es atribuida a reacciones de la superficie con la atmósfera bajo la presencia de dióxido de carbono y dióxido de sulfuro. Estos dos gases son el primero y el tercero más abundantes respectivamente; el segundo más abundante es el nitrógeno inerte. Probablemente las reacciones incluyen el deterioro de los silicatos a través del dióxido de carbono para producir carbonatos y cuarzo y por el dióxido de sulfuro que produce anhidrita (sulfato de calcio) y dióxido carbono.
Una de las características más interesantes de las imágenes de radar es la disminución de la reflexión a medida que la altura aumenta y exhibe valores extremadamente bajos por encima del radio de cerca de 6.054 km. Este cambio se relaciona con una disminución en la emisitividad. Este patrón de reflexión debe estar relacionado con la disminución de la temperatura a medida que la altitud aumenta.
Existen varias hipótesis que explican las características inusuales de la superficie de Venus. Una idea es que la superficie consiste en suelo suelto con huecos de vacío en forma esférica que producen una eficiente reflexión al radar. Otra idea es que la superficie no es suave y que está cubierta por un material que tiene una constante dieléctrica extremadamente alta. Otra teoría dice que la capa de un metro sobre la superficie está formada por hojuelas de un material conductivo como la pirita.

Por último, un modelo reciente supone la existencia de una pequeña proporción de un mineral ferroeléctrico.

Los minerales ferroeléctricos exhiben una propiedad única a elevadas temperaturas, la constante dieléctrica muestra un abrupto incremento y a medida que la temperatura sigue aumentando, la constante dieléctrica vuelve a sus valores normales. Los minerales que podrían explicar este comportamiento sobre la superficie de Venus serían perovskitas y pirocloros.
A pesar de estas teorías, la existencia de minerales ferroeléctricos sobre Venus no ha sido confirmada. Sólo la exploración in situ permitirán dilucidar los enigmas que han quedado sin resolver.

## Agua líquida en el pasado

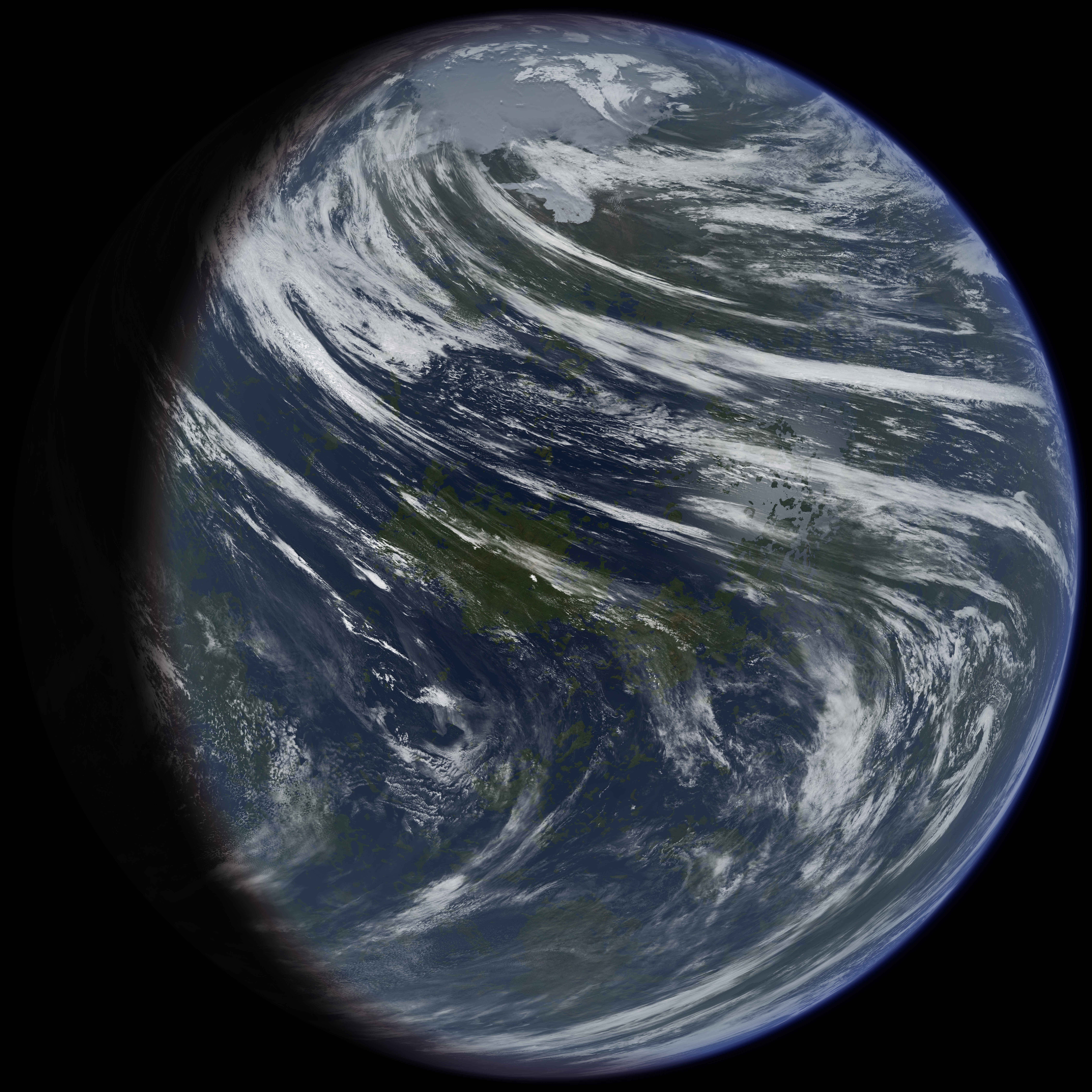
Concepción artística de Venus terraformado.

El Instituto Goddard de Estudios Espaciales de la NASA y otros han postulado que Venus pudo tener un océano poco profundo durante 2000 millones de años, con tanta agua como el terrestre. Dependiendo de los parámetros suministrados a sus modelos teóricos, el agua líquida venusiana pudo terminar de evaporarse hace sólo 715 millones de años. Hoy en día, toda el agua conocida en Venus está en forma de una pequeña cantidad de vapor atmosférico (20 ppm.) No obstante, la sonda Venus Express de la Agencia Espacial Europea detectó en 2008 que Venus todavía está perdiendo cantidades mensurables de hidrógeno, uno de los dos elementos constituyentes del agua.